# Schweifwerk

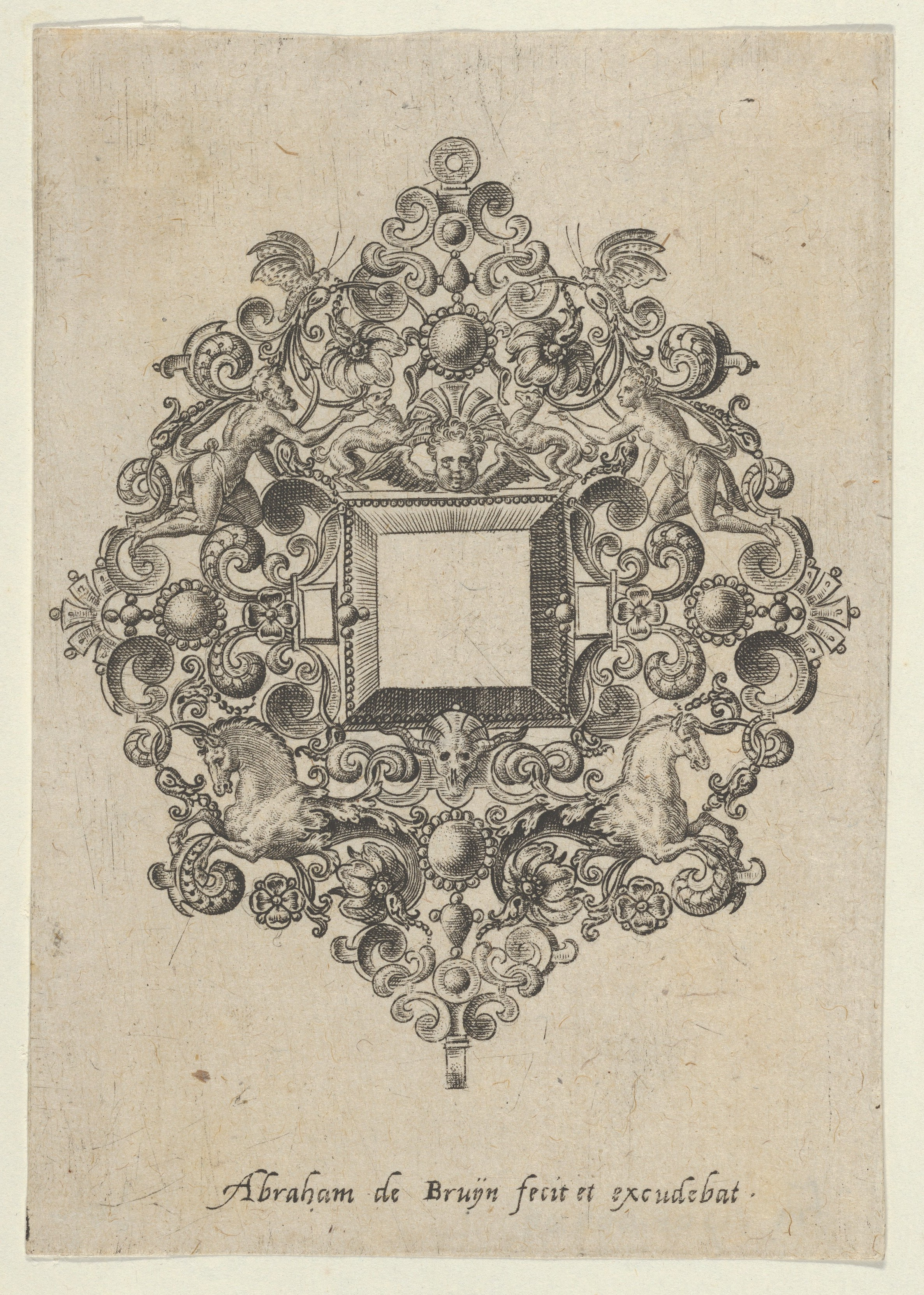
Abraham de Bruyn, Ornamentstichvorlage für einen Spiegel mit Schweifwerkrahmen, um 1580

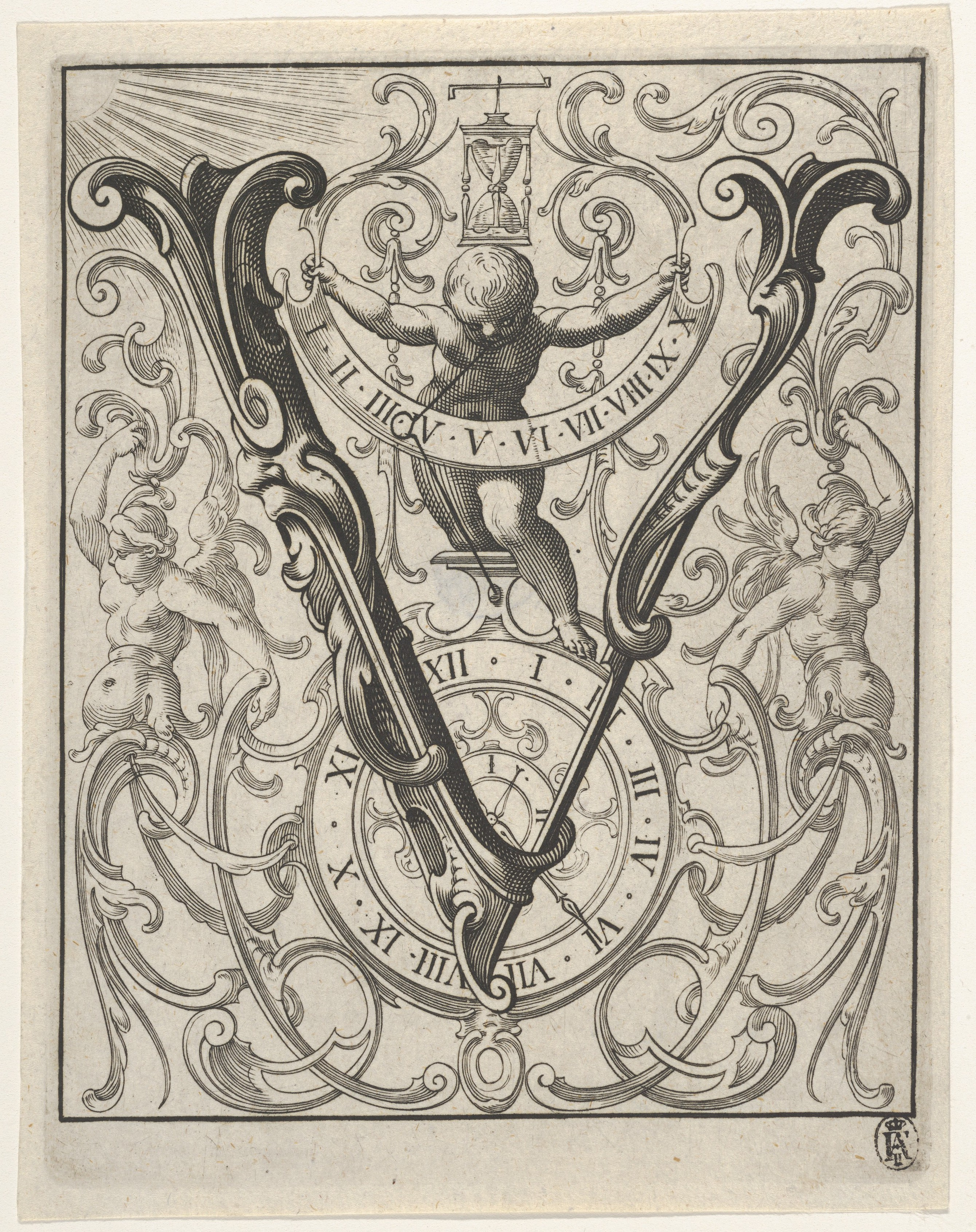
Schweifwerk-Initiale aus dem ABC-Büchlein von Lucas Kilian, 1627

Das Schweifwerk ist eine aus dem Beschlagwerk hervorgegangene Dekorationsform. Es besteht aus C- und S-förmigen Schwüngen, deren Enden wie Keulen verdickt sind (daher auch Keulenschwung genannt) und sich teilweise überschneiden. Es kann mit Masken, Blumengirlanden, Mauresken oder Grotesken kombiniert werden.
Dieses Ornament wurde am Übergang vom Manierismus zum Frühbarock (ca. 1570–1630) hauptsächlich in deutschsprachigen Ländern entwickelt und verwendet. Stichwerke des Lucas Kilian, Virgil Solis und Wendel Dietterlin verbreiteten seine Formen.
Eine Weiterentwicklung ist das Ohrmuschel- oder Knorpelwerk, das sich durch weichere, teigige Formen auszeichnet.